# Comuna Toporiv, Busk
Toporiv (în ucraineană Топорів) este o comună în raionul Busk, regiunea Liov, Ucraina, formată din satele Horbaci, Huta, Lenkiv, Lisove, Toporiv (reședința) și Zaboloto.

## Demografie
Componența lingvistică a comunei Toporiv
     Ucraineană (99,91%)
     Alte limbi (0,09%)
Conform recensământului din 2001, majoritatea populației comunei Toporiv era vorbitoare de ucraineană (99,91%), existând în minoritate și vorbitori de alte limbi.